# Romance 1600
Albums de Sheila E.
The Glamorous Life
(1984) Sheila E.
(1987)
Romance 1600 est le 2e album de la chanteuse et percussionniste américaine Sheila E. sorti en 1985. On y retrouve la contribution de Prince à la guitare, à la basse et aux chœurs sur trois chansons, Sheila jouera sur plusieurs albums de Prince par la suite. La chanson A Love Bizarre écrite par Prince et Sheila devient un succès majeur à la radio. Grâce à cette chanson, l'album, sorti le 26 août 1985, est promu disque d'or le 26 janvier 1986 par la RIAA.

## Liste des titres
- Toutes les chansons écrites par Sheila E sauf indication contraire.

1. Sister Fate
2. Dear Michaelangelo
3. À Love Bizarre (Prince, Sheila E)
4. Toy Box
5. Yellow
6. Romance 1600
7. Merci For The Speed Of A Mad Clown In Summer
8. Bedtime Story

## Personnel
- Sheila E : Chant, Timbales, batterie, Congas, Bongos, Percussion, Basse, Claviers
- Prince : Guitare, Basse, Chœurs
- Stef Burns : Guitare
- Benny Rietveld : Basse
- Susie Davis Claviers
- Ken Grey : Orgue
- Eddie Minnifield : Saxophone, Chœurs
- The Horn E. Players : Cuivres
- Karl Perazzo : Bongos, batterie
- Juan Escovedo : Percussion
- Michael Weaver, Stef Birnbaum, Susie Davis & Benny Rietveld : Chœurs